# Winsnesfjellet
Winsnesfjellet är ett berg i Antarktis. Det ligger i Östantarktis. Norge gör anspråk på området. Toppen på Winsnesfjellet är 2 702 meter över havet.
Terrängen runt Winsnesfjellet är kuperad åt sydväst, men åt nordost är den bergig. Trakten är obefolkad. Det finns inga samhällen i närheten. 